# L'Honneur de la Patrie
Onoarea Patriei (în franceză „L’Honneur de la Patrie”) este imnul național al Nigerului. A fost adoptat în 23 iunie 2023, înlocuind La Nigerienne, care a fost adoptat în 1961, la un an după obținerea independenței țării. 

## Istorie
Niger, o fostă colonie a Franței, a devenit țară independentă în 1960, în anul următor fostul imn al țării ',,La Nigerienne'', a fost adoptat în 1961 și a fost imnu național al Nigerului pân-la la 23 iunie 2023. Fostu președintele al Nigerului Mahamadou Issoufou și-a anunțat planurile de a o înlocui pe ,,La Nigerienne'', în urma îngrijorărilor că versurile își exprimă recunoștința percepută față de puterea colonială. A fost înființat un comitet pentru a reflecta asupra imnului actual și pentru a găsi un nou imn, dacă este necesar. La 22 iunie 2023, parlamentul nigerien a adoptat ,,Onoarea Patriei'' ca noul imn al țării pentru a înlocui ,,La Nigerienne''.

## Versuri în franceză

### Strofa I
1. Des rives du Niger aux confins du Ténéré
2. Frères et sœurs nous sommes
3. Enfants d’une même Patrie le Niger
4. Nourris de la sève des mêmes idéaux
5. Pour un Niger de paix libre fort et uni
6. Pour un Niger prospère le Pays de nos rêves

### Strofa II-a
1. Pour l’honneur de la Patrie
2. Incarnons la vaillance et la persévérance
3. Et toutes les vertus de nos dignes aïeux
4. Guerriers intrépides déterminés et fiers
5. Défendons la patrie au prix de notre sang
6. Faisons du Niger symbole de dignité
7. Emblème et flambeau de l’Afrique qui avance

### Strofa III-a
1. Pour ces nobles idéaux debout et en avant
2. En avant pour le travail en avant pour le combat
3. Nous demeurons debout
4. Portant haut le drapeau de notre cher Pays
5. Dans le ciel d’Afrique et dans tout l’Univers
6. Pour construire ensemble
7. Un monde de justice de paix et de progrès
8. Et pour faire du Niger la fierté de l’Afrique.